# Dahlerau
Dahlerau ist ein Ortsteil der Stadt Radevormwald im Oberbergischen Kreis im nordrhein-westfälischen Regierungsbezirk Köln in Deutschland.

## Lage
Dahlerau ist eine der sogenannten Wupperortschaften, denn es liegt im Gegensatz zum Stadtzentrum im Tal der Wupper (über Straßenverbindungen rund sieben Kilometer vom Zentrum entfernt).
Die Nachbarorte heißen Vogelsmühle, Dahlhausen und Keilbeck.

## Geschichte
Die Statistik der lutherischen Gemeinde Lüttringhausen berichtet im Jahr 1798 von 24 Einwohnern. 1832 war Dahlerau Teil der Honschaft Walbrecken, die nun der Bürgermeisterei Lüttringhausen angehörte. Der laut der Statistik und Topographie des Regierungsbezirks Düsseldorf als Fabrikanstalten bezeichnete Ort besaß zu dieser Zeit drei Wohnhäuser, ein landwirtschaftliches Gebäude und neun Fabrikationsstätten. Zu dieser Zeit lebten 54 Einwohner im Ort, 16 katholischen und 38 evangelischen Glaubens. Im Gemeindelexikon für die Provinz Rheinland von 1888 werden 48 Wohnhäuser mit 1113 Einwohnern angegeben.

## Die Textilstadt Dahlerau
Dahlerau ist ein alter Industriestandort an der Wupper. Schon im Jahr 1788 errichtete hier Peter Busch eine mit Wasserkraft betriebene Fertigungsstraße für Sensen ("Buschhämmer"). Die Lenneper Tuchfabrikanten Johann Wülfing und Sohn (J.W.&S.) erwarben 1815 die Buschhämmer zusammen mit den Handelsfirmen Peter Walther und Johann Daniel Hardts Söhne & Co und errichteten dort Fabrikationsanlagen für Tuche. Nach einem Brand im Jahr 1836 errichtete J.W.&S. am Obergraben zuerst die 4-geschossige Fabrikanlage aus Bruchstein neu. 1859 wurde zur Wupperseite hin parallel ein 5-geschossiger Ziegelbau errichtet. Dazwischen verlief die Werksstraße. Am Anfang der Werkstraße und zwar quer dazu stand das ehemalige Direktorengebäude, wohl des besseren Überblicks wegen. Beide Fabrikzeilen wurden 1872 nochmals verlängert. Um 1900 entstand rund um die Fabrik an der Wupper eine Arbeitersiedlung, die Keimzelle einer Stadtentwicklung en miniature war, die Dahlerau Läden, Post, eigenen Bahnhof, Fabrikantenvilla, Kindergarten und Badeanstalt bescherte. In diesem zutreffend als Textilstadt vermarkteten Areal ist heute unter anderem das Wülfing-Museum eingerichtet, welches Exponate der Textilindustrie zeigt. Das herausragende Stück der Sammlung ist eine große Dampfmaschine mit einer Leistung von 400 PS, die bis 1954 in Betrieb war. (Die Dampfmaschine der Fa. Johann Wülfing & Sohn lief am 7. April 1961 zum letzten Mal unter Dampf. )
In der Blütezeit der Textilstadt waren mehr als 1000 Arbeiter beschäftigt. Von 1960 bis 1980 ging die Beschäftigtenzahl von 1000 auf 360 zurück. Bei der Insolvenz im Jahr 1996 verloren die restlichen Beschäftigten ihre Arbeitsstellen. Im Rahmen der Regionale 2006 wurde der Komplex renoviert und vor dem Verfall gerettet. In den alten Fabrikhallen auf beiden Seiten der Werkstraße ist mittlerweile ein neuer Gewerbepark entstanden. Die gesamte Textilstadt steht unter Denkmalschutz. Die Arbeiterwohnhäuser an der Wupper- und Wülfingstraße zählen zu den frühesten Werkswohnungsbauten des Rheinlandes.

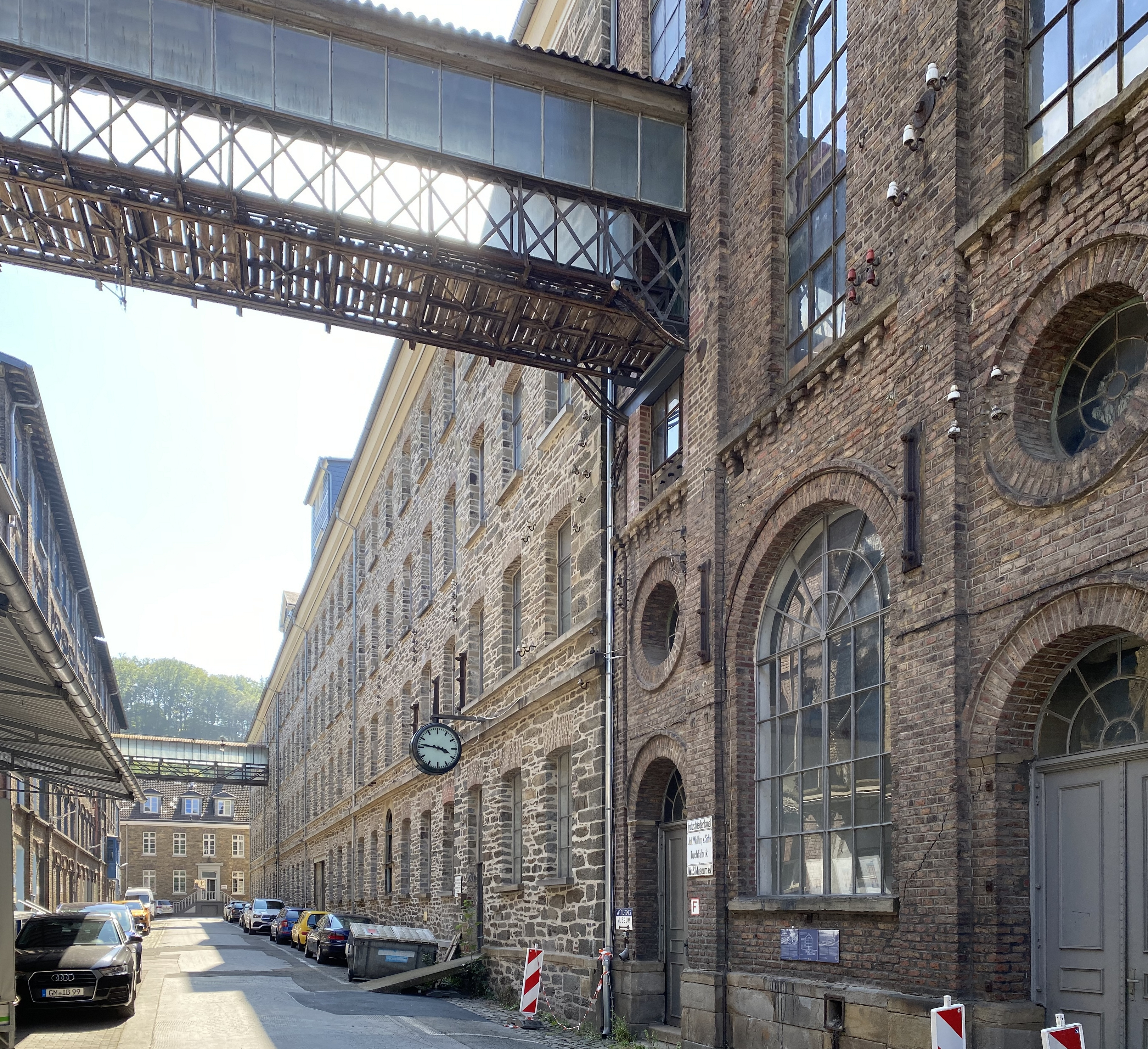
nördl. Fabrikzeile (1836), Werksstraße, hinten Direktorenhaus
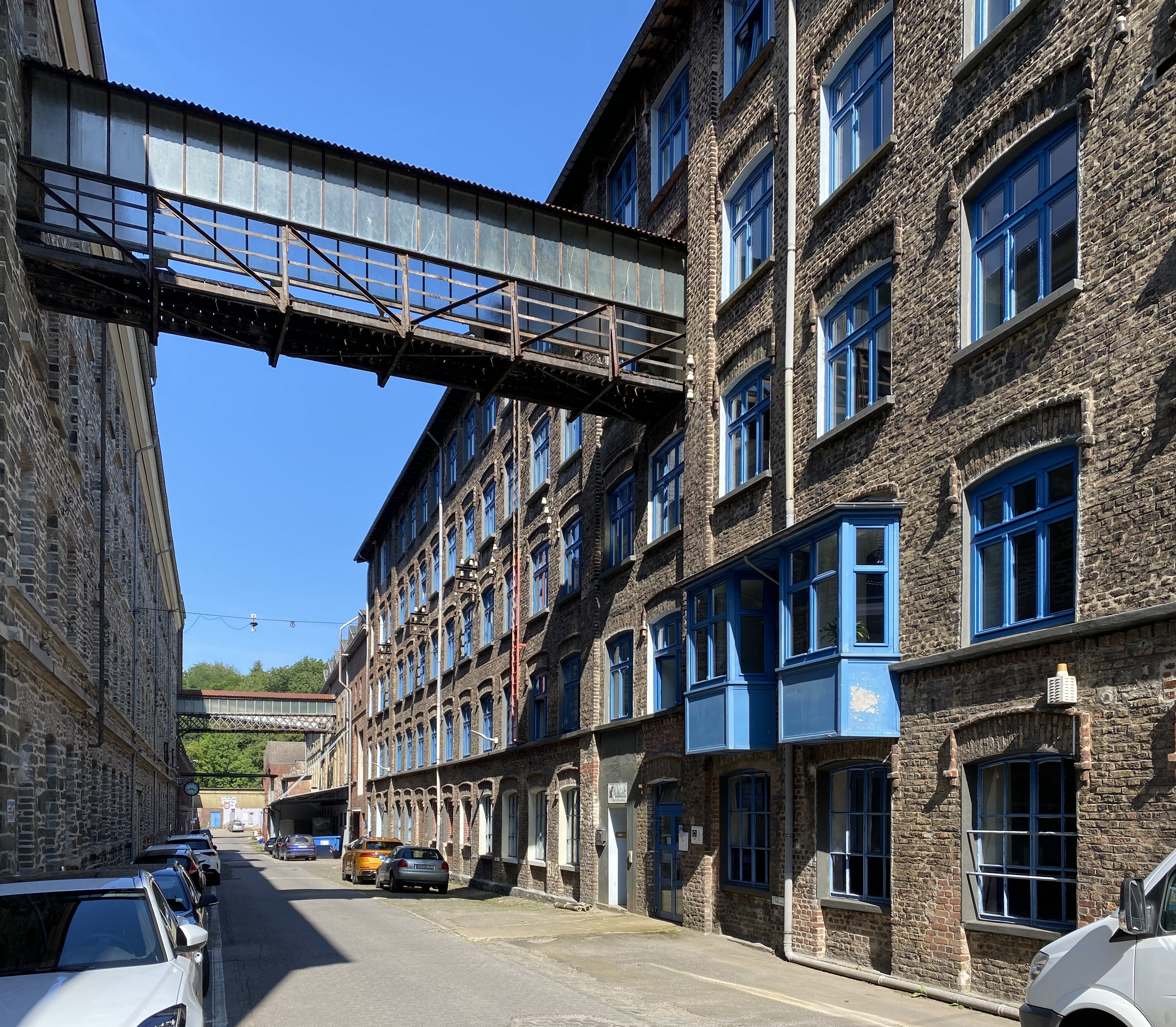
südl. Fabrikzeile (1859) mit Werksstraße, heute Gewerbepark
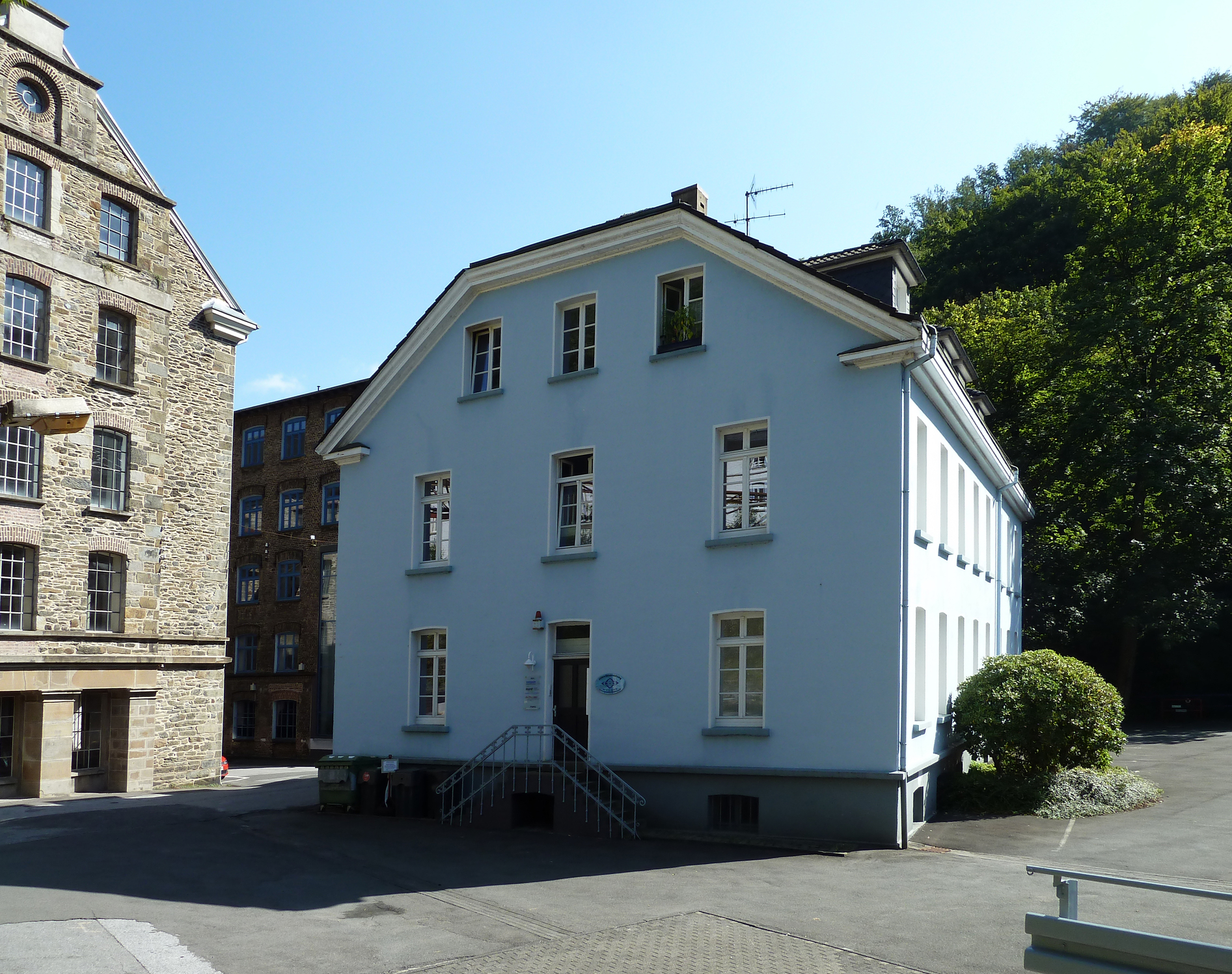
Das ehem. Direktorenhaus
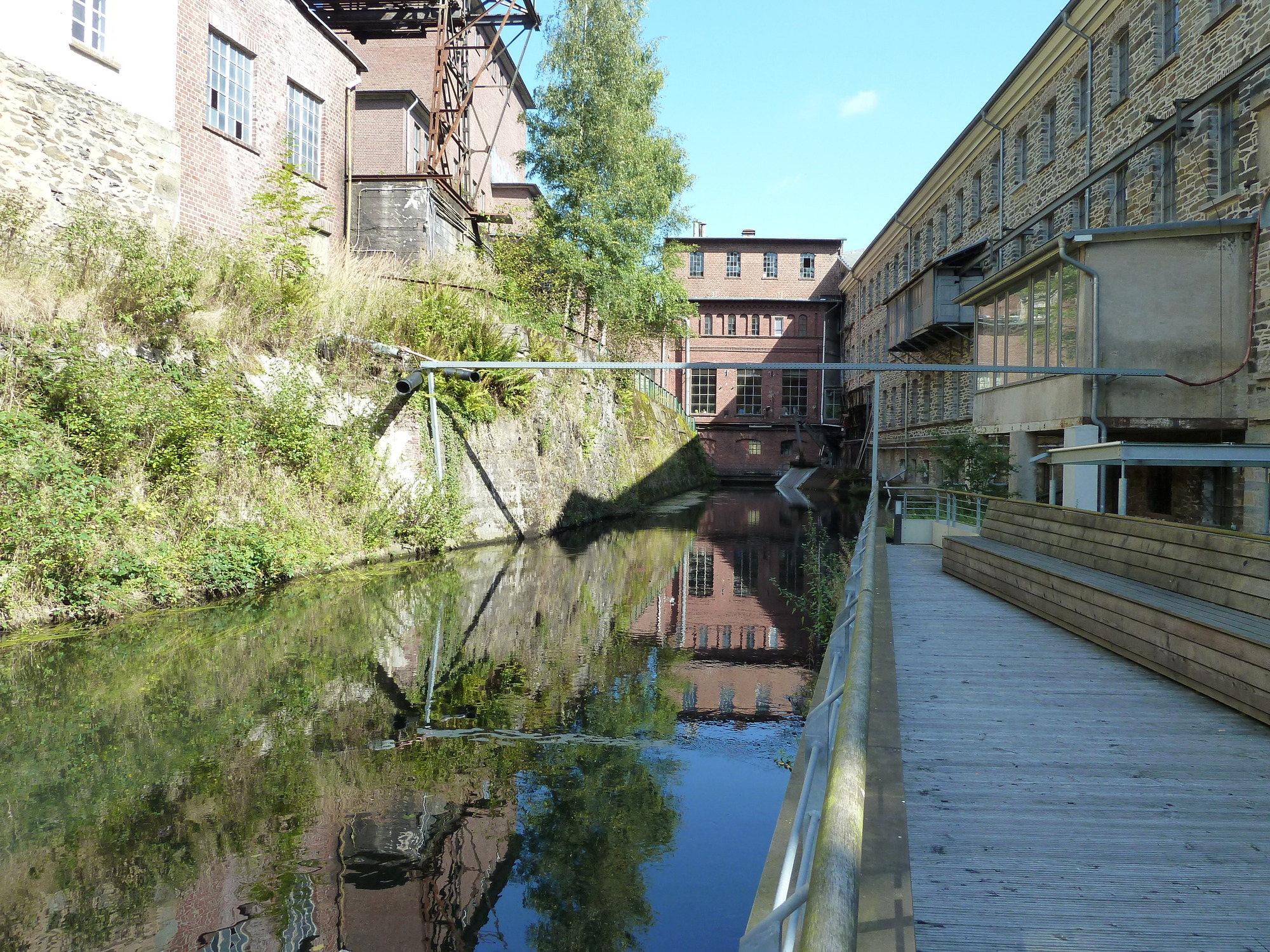
Grabensystem
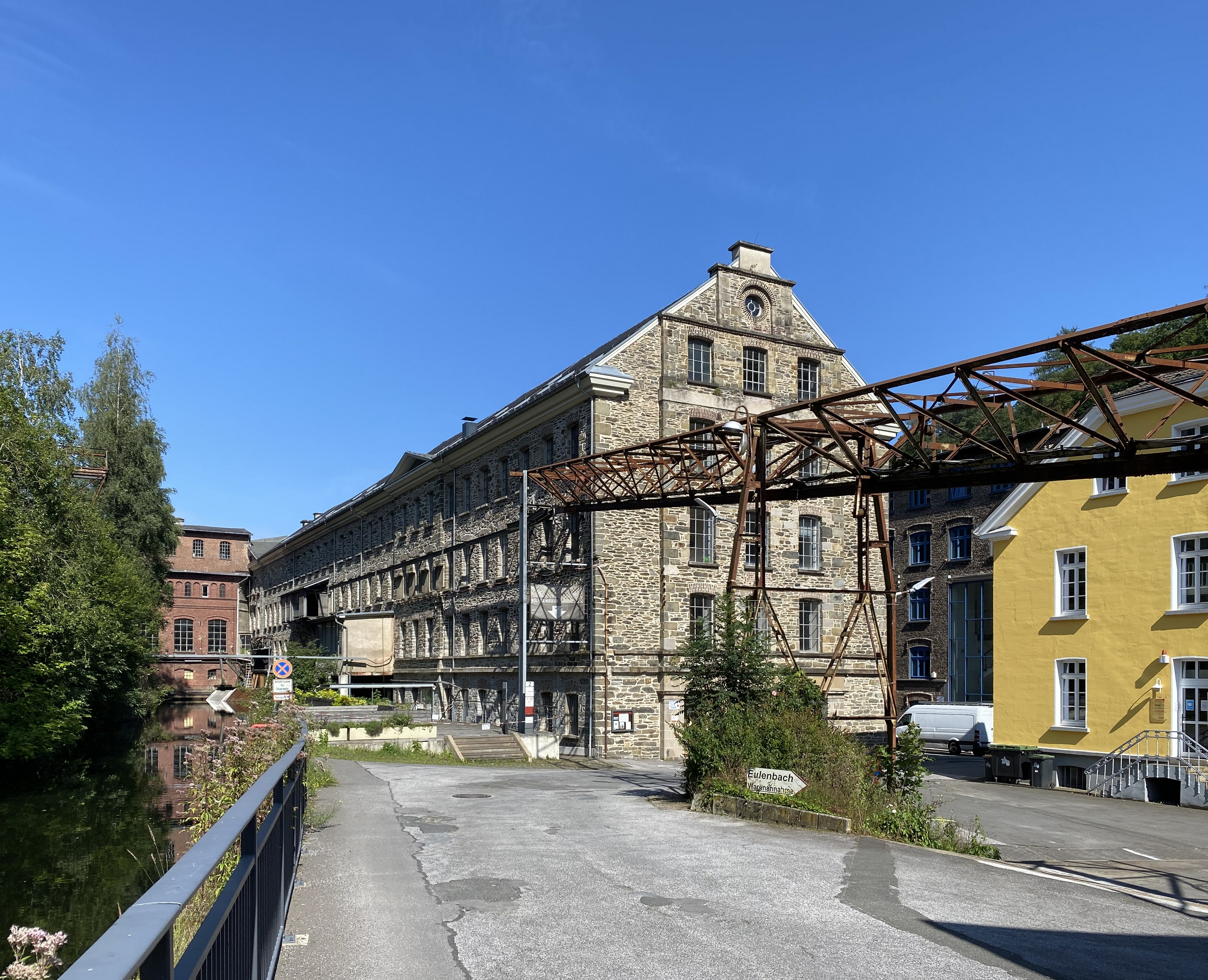
Wülfing-Museum im Fabrikgebäude Am Graben 2
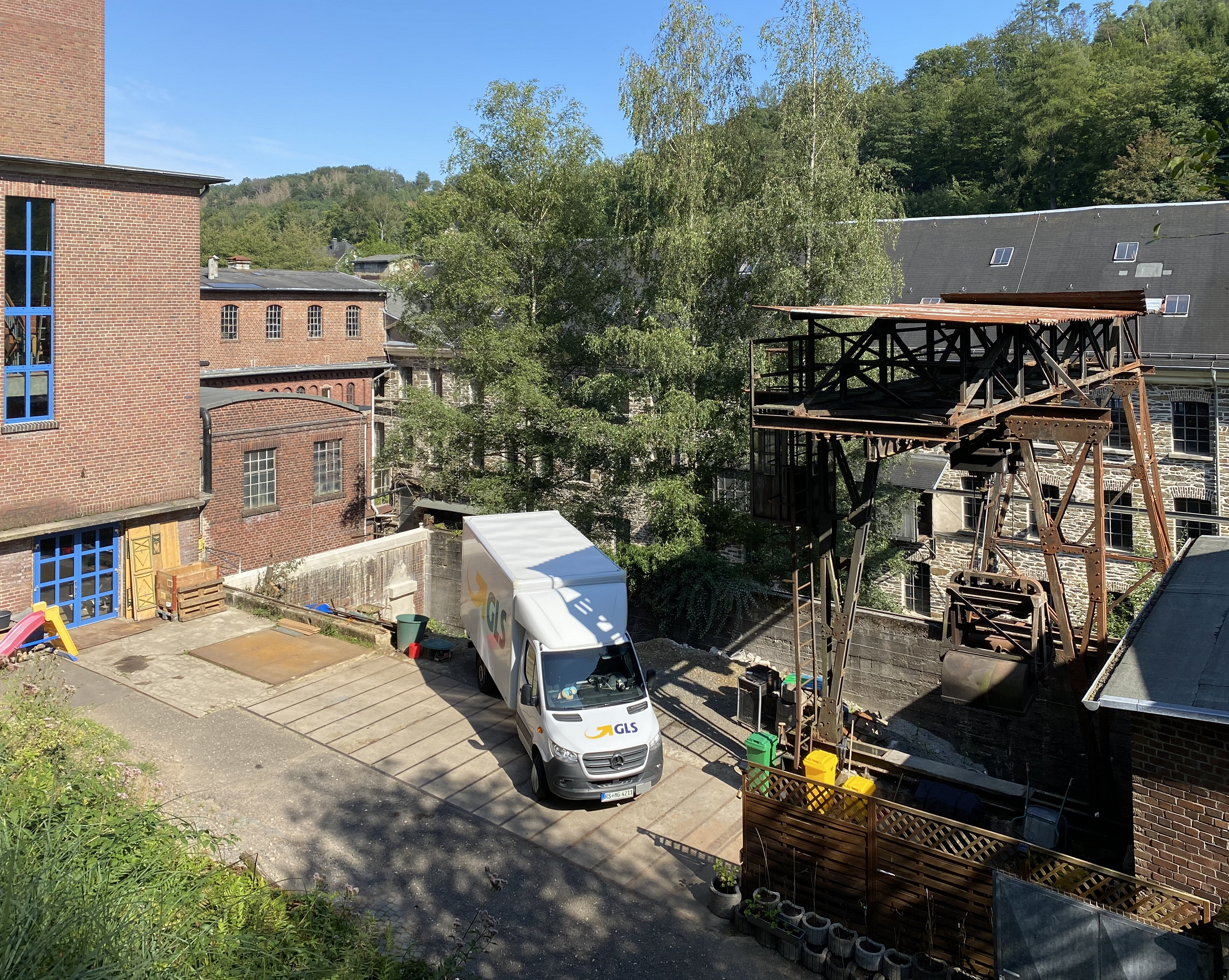
Kohlebunker – Kesselhaus
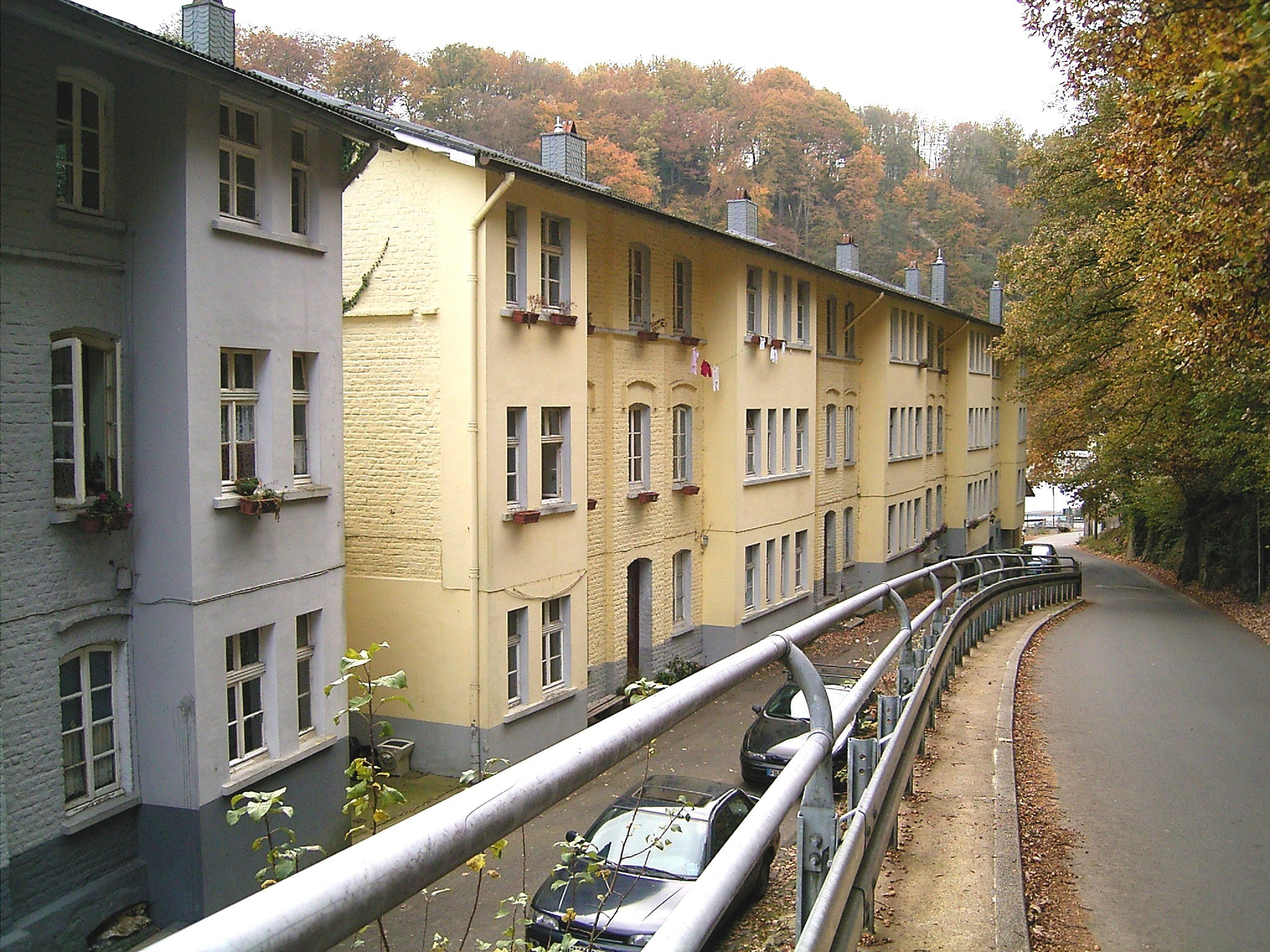
Arbeiterwohnhäuser Am Graben 8–14
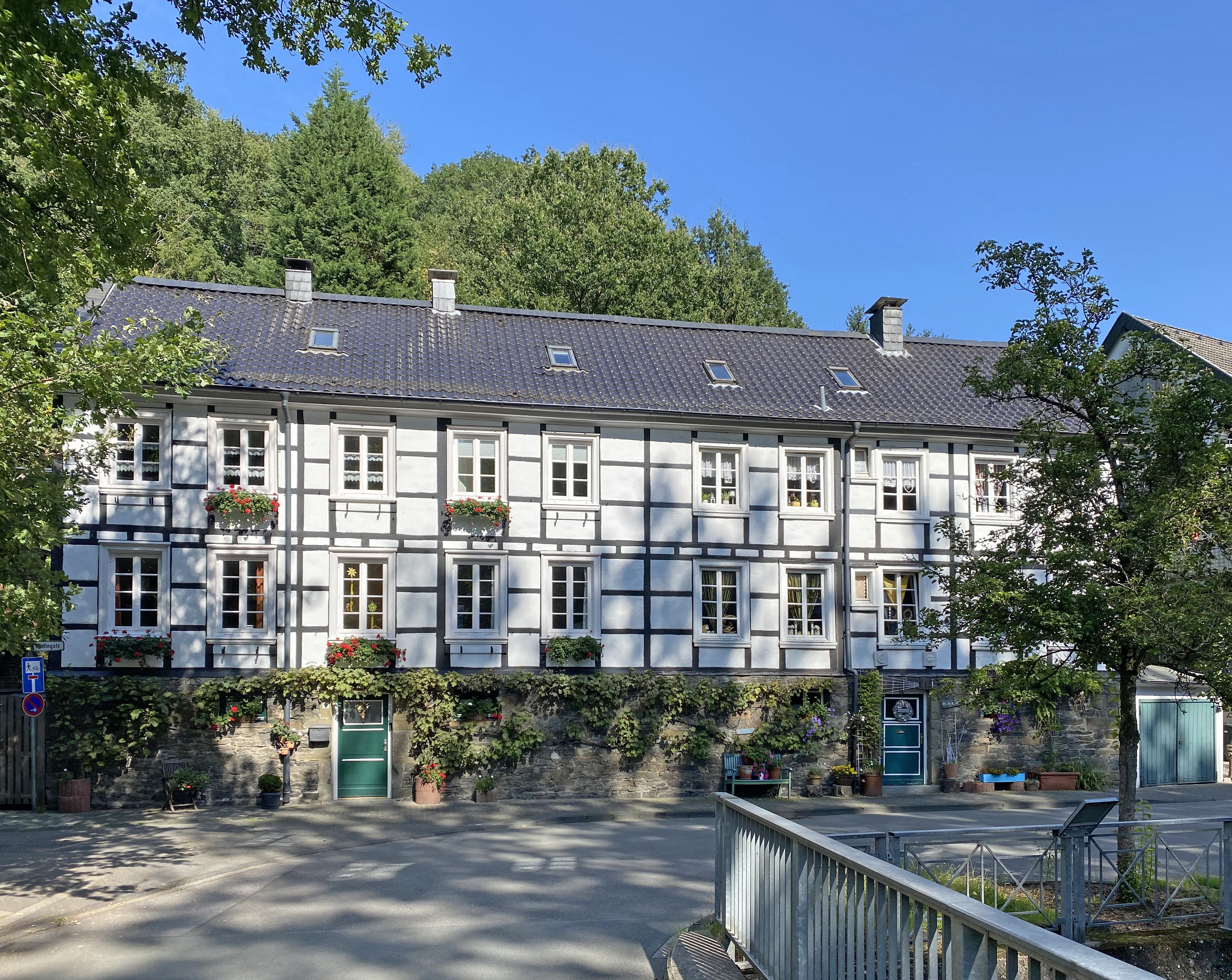
Arbeitswohnhäuser Wülfingstraße 9–11
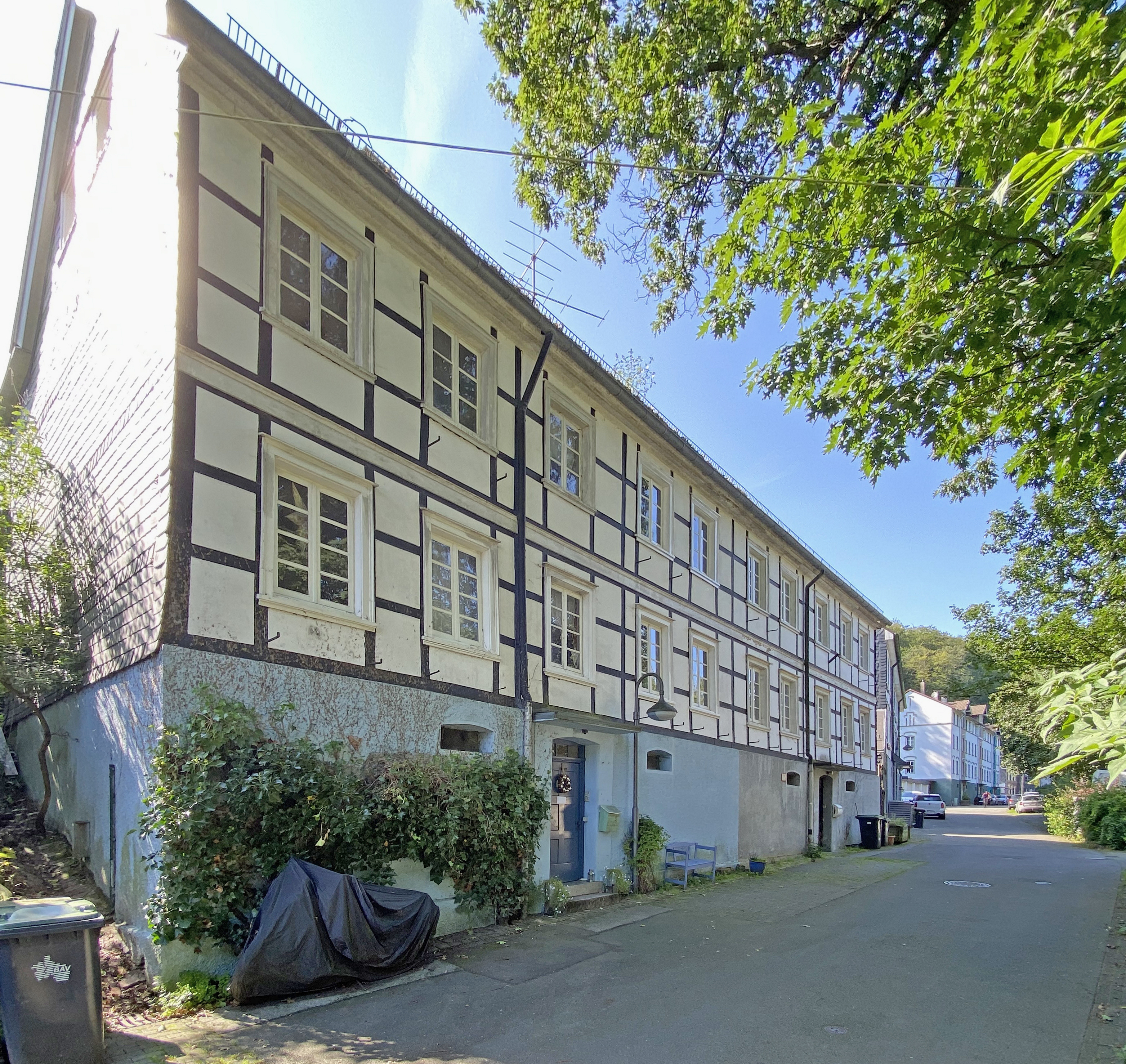
Wupperstraße 19–21
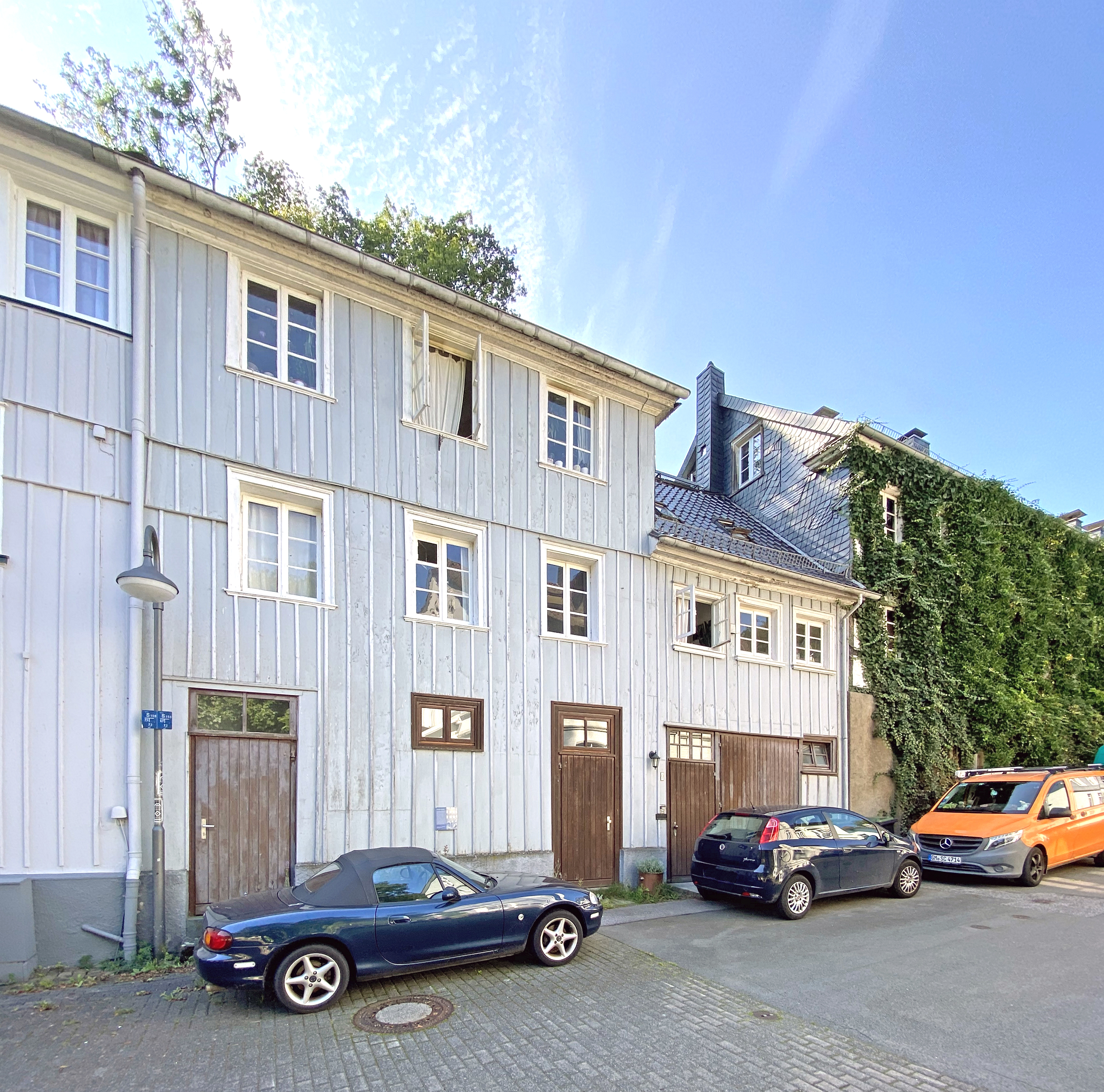
Konsum-Gebäude Wupperstraße 9
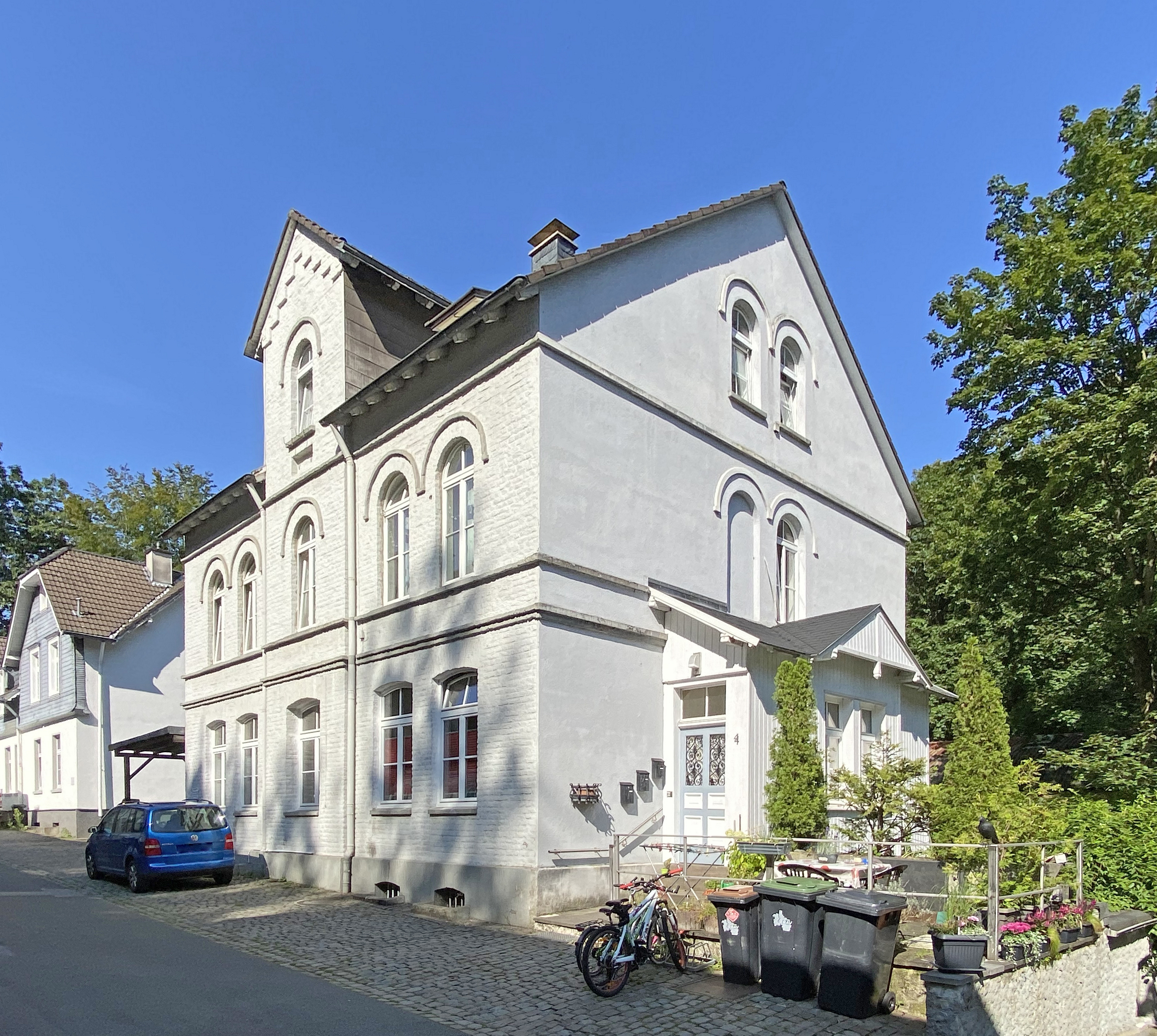
Ehemalige Simultanschule Wupperstraße 4
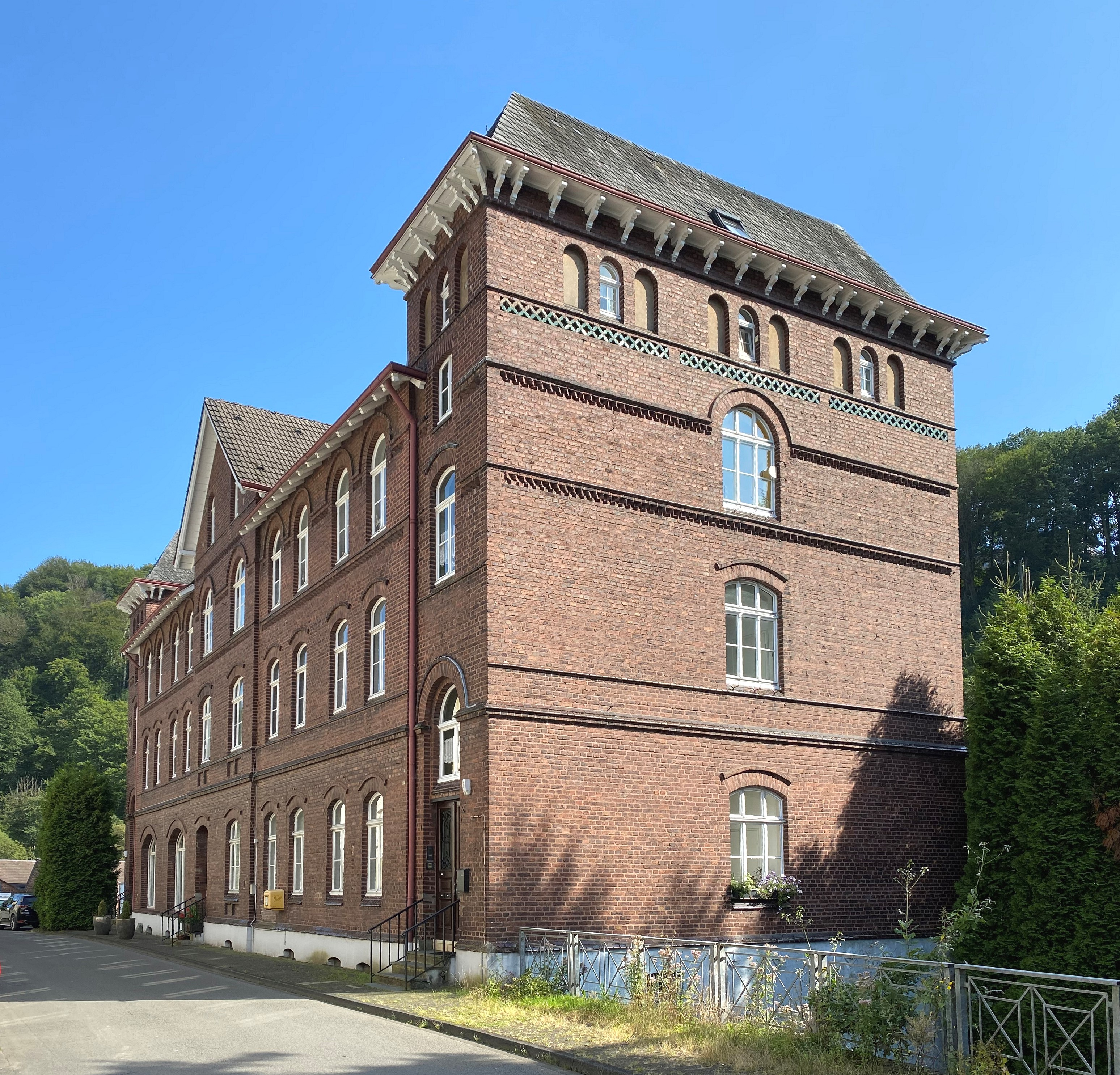
Konsum-Gebäude und Arbeiter-Wohnhaus Wülfingstraße 2/4

## Die Eisenbahnverbindung
Am Industriestandort Dahlhausen/Dahlerau profitierte vor allem die Tuchindustrie von den verfügbaren Frischwassermengen und der Antriebskraft des Wassers, aber die Enge des Flusstales erschwerte den Transport der immer weiter wachsenden Menge an zu transportierenden Gütern. Die bedeutende Tuchmacherstadt Lennep, die Eisenbahnverbindung nach Wuppertal, Solingen und Köln besaß, hatte ein massives Interesse, die neuen Textilfabrikstandorte in Dahlhausen und Dahlerau anzubinden und zu versorgen und auch die dort ansässigen Textilindustriellen übten mit der Drohung der Standortverlagerung erheblichen Druck auf die preußische Regierung zum Bau einer Eisenbahnverbindung aus. Also wurde 1886 zunächst in einem ersten Abschnitt der Wuppertalbahn die Eisenbahntrasse von Lennep aus über Wilhelmstal, Dahlhausen bis Dahlerau in Richtung Beyenburg gebaut. Danach wurde die Strecke bis Wuppertal-Oberbarmen verlängert, wo sie 1890 Anschluss an die Bergisch-Märkische-Hauptstrecke bekam, im Jahr zuvor schon wurde die Stichstrecke von Dahlerau über Krebsöge nach Radevormwald in Betrieb genommen.
Mit dem Niedergang der Textilindustrie in der 2. Hälfte des 20. Jahrhunderts verlor die Wuppertalbahn mehr und mehr an Bedeutung. Die Eisenbahnstrecke zwischen Lennep und Krebsöge wurde 1956 stillgelegt, 1976 kam das Aus für den Personenverkehr zwischen Radevormwald und Krebsöge und 1980 wurde auch noch der letzte Güterverkehr zwischen Dahlhausen und Radevormwald beendet. Mit dem Bau der Wuppersperre versanken die Bahnhöfe Krebsöge und Kräwinklerbrücke in den Wassern der Wupper.

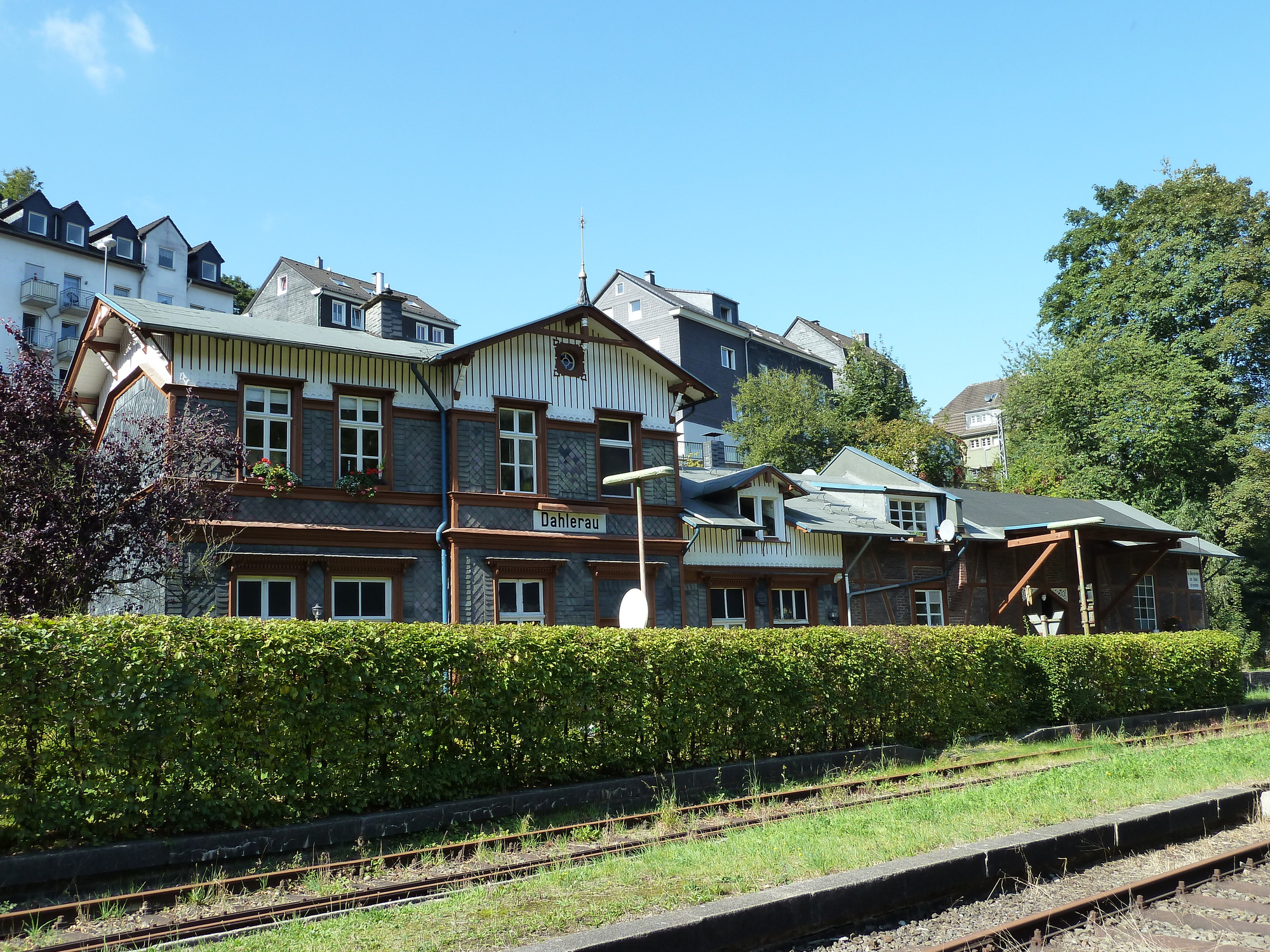
Bahnhof Dahlerau – Gleisseite
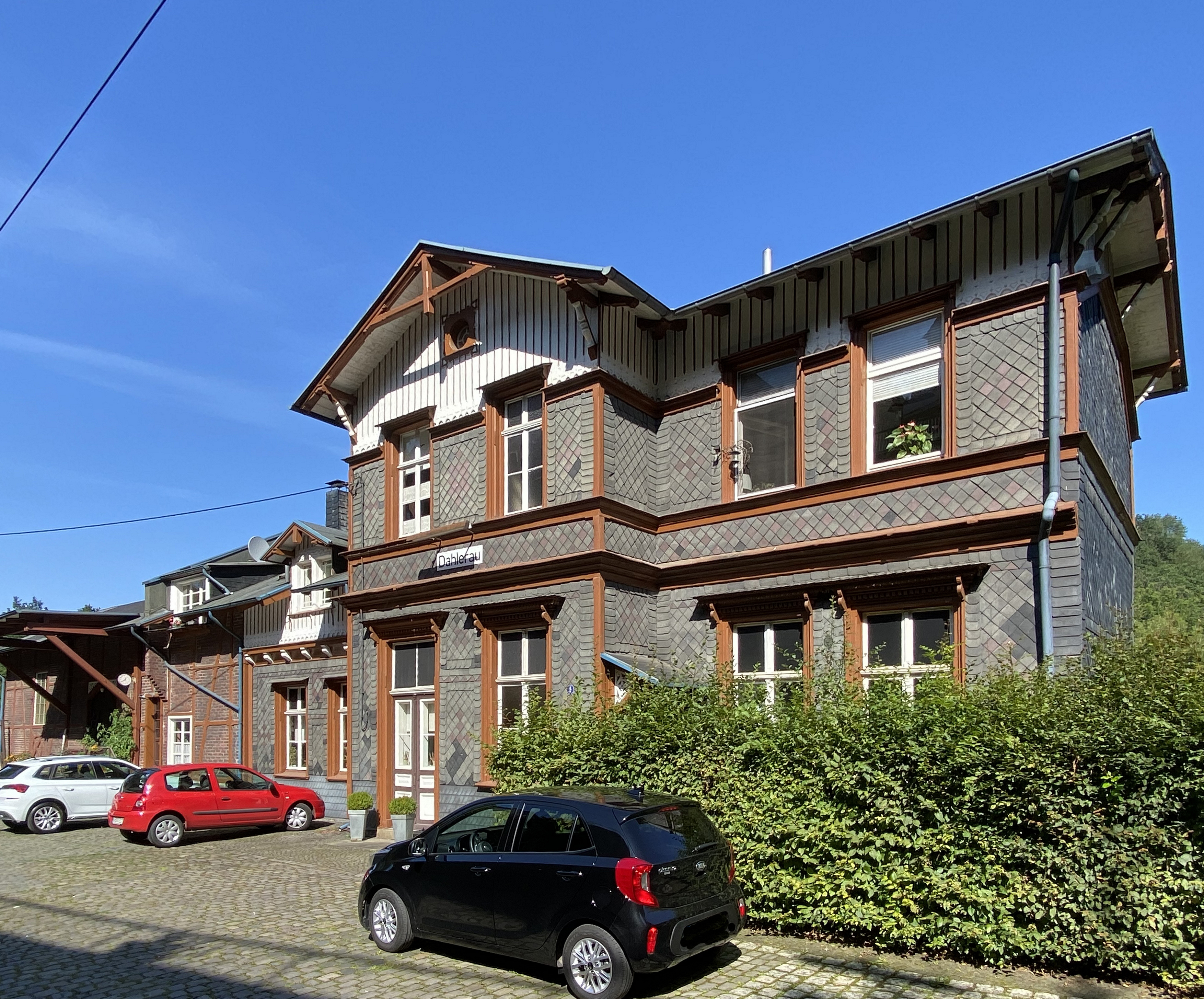
Bahnhof Dahlerau
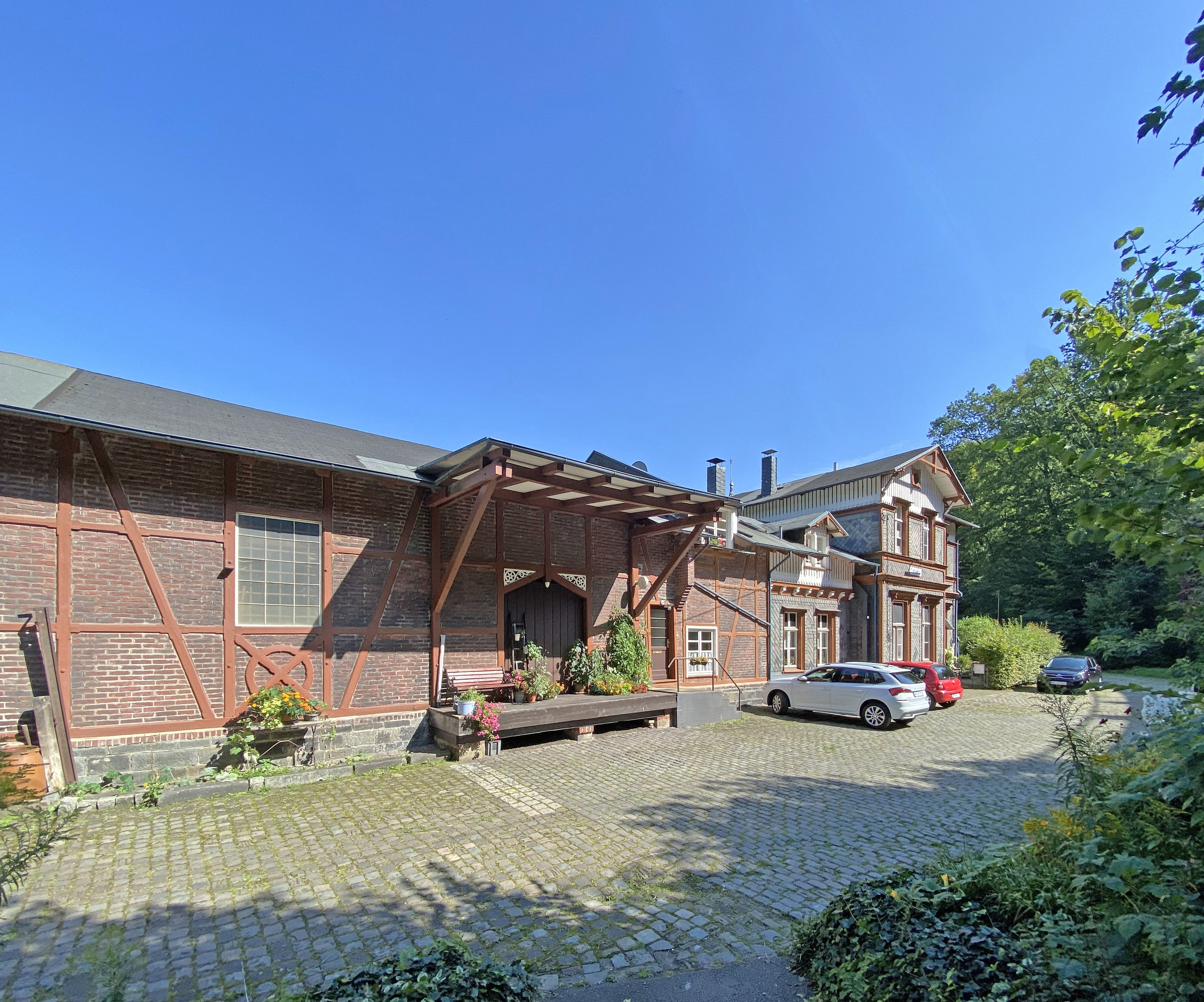
Bahnhof Dahlerau
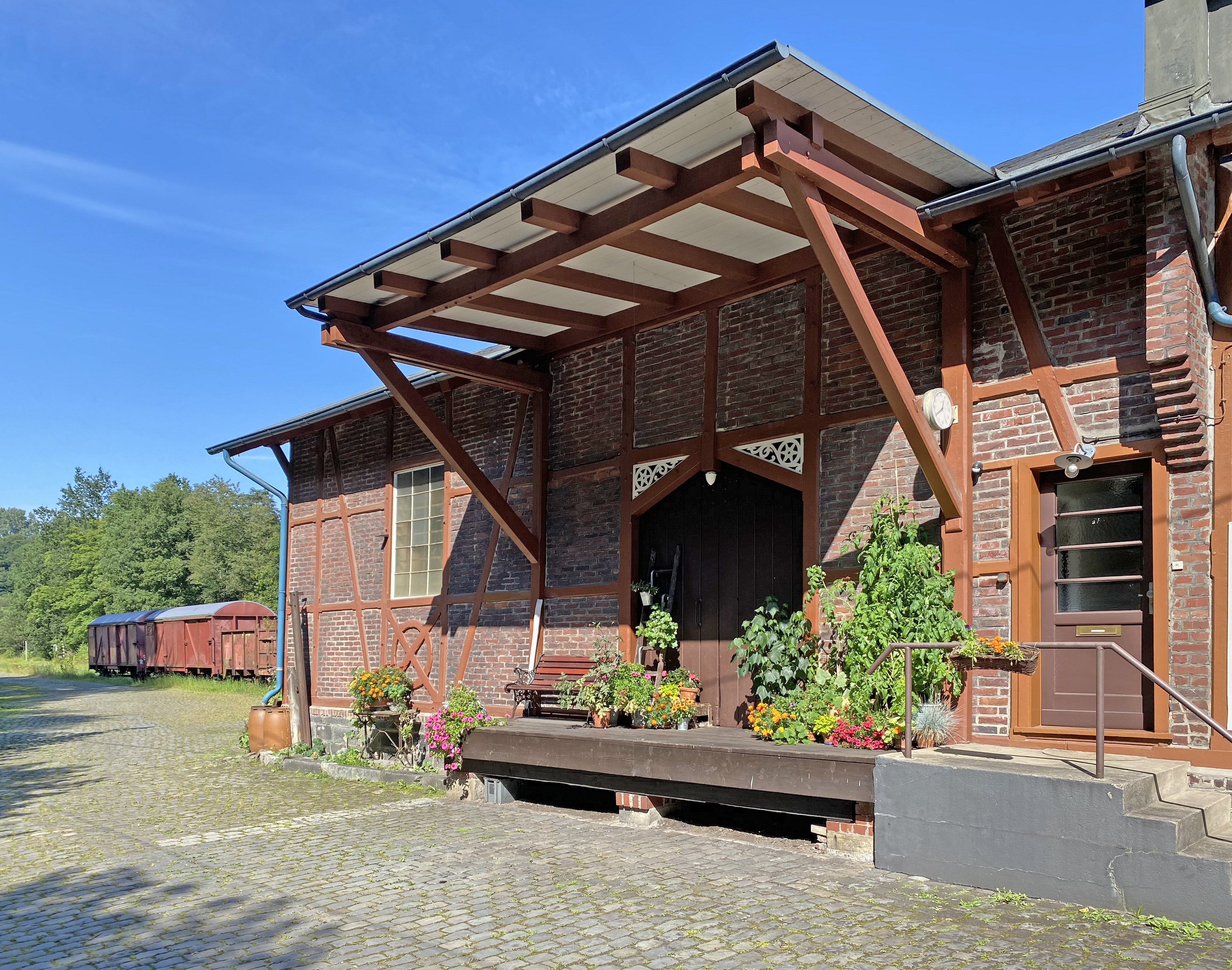
Güterabfertigung mit Blumenschmuck
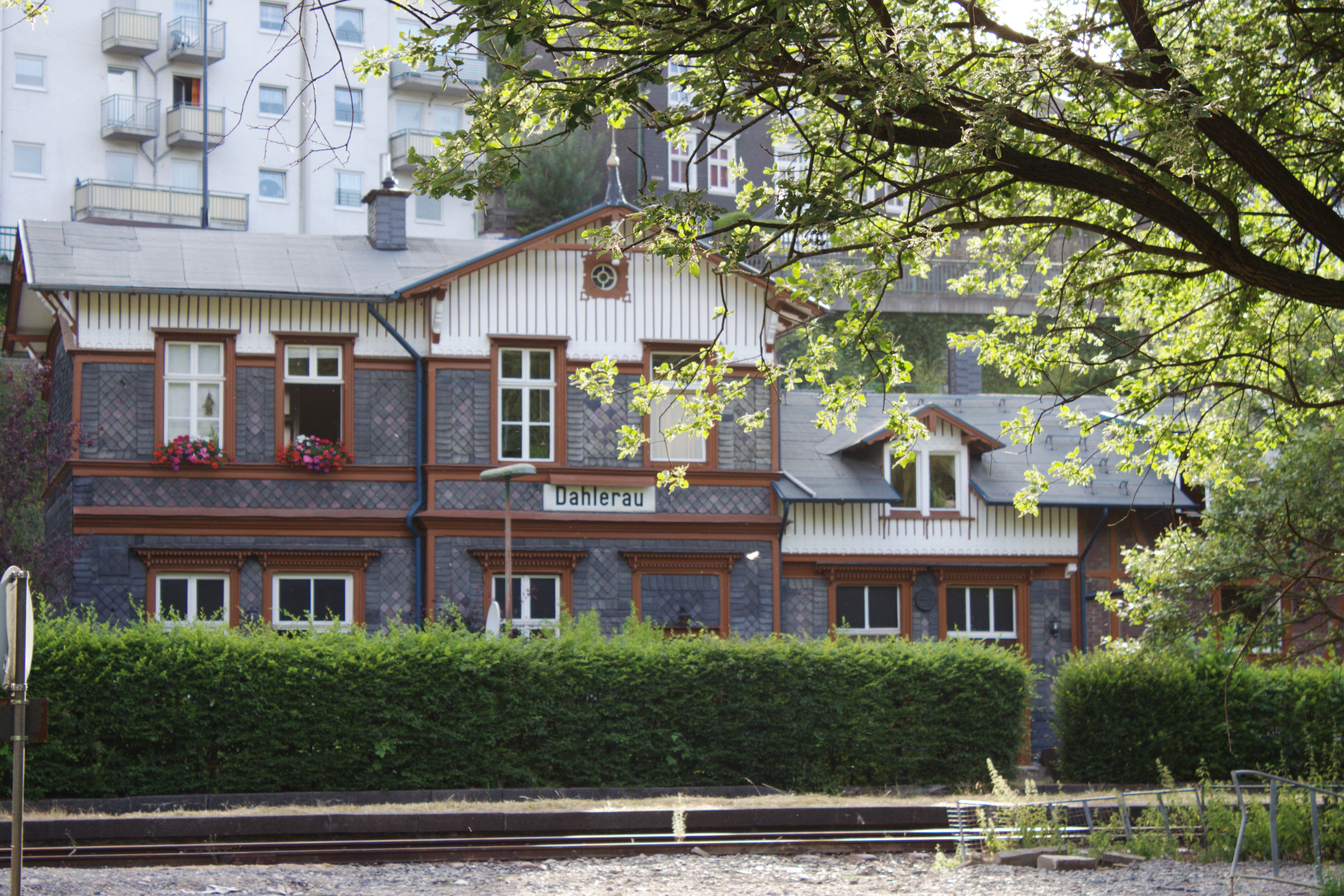
Bahnhof Dahlerau – Gleisseite
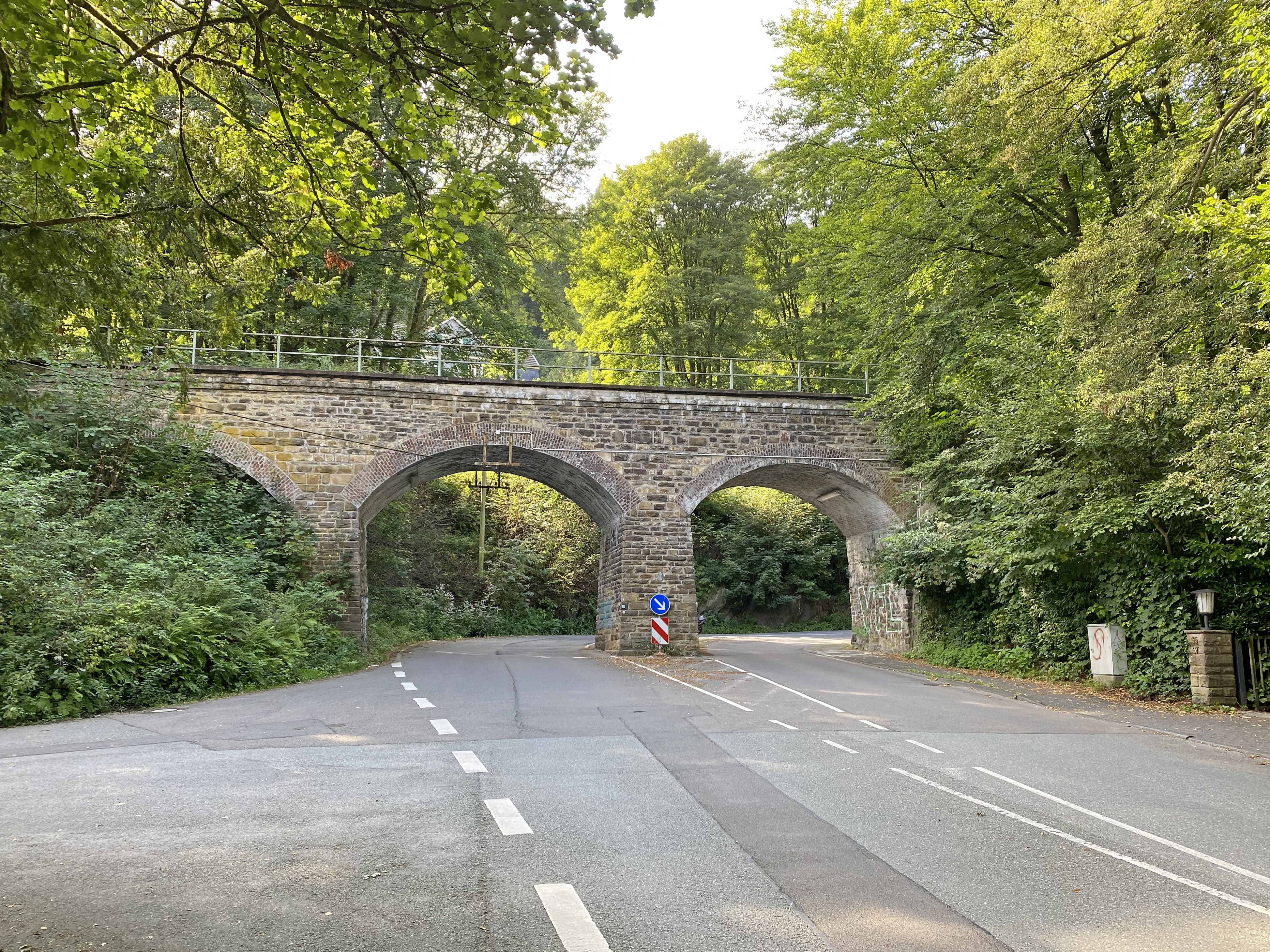
Eisenbahn-Viadukt in Dahlhausen (Hardtstraße)

Am 27. Mai 1971 ereignete sich 800 m östlich des Bahnhofs das Zugunglück von Dahlerau, bei dem 46 Menschen, 41 von ihnen Schülerinnen und Schüler der Radevormwalder Hauptschule, starben. Ein Güterzug kollidierte auf der eingleisigen Strecke mit dem entgegenkommenden Triebwagen, der auf Sonderfahrt mit den Schülern auf dem Rückweg nach Radevormwald war.

## Persönlichkeiten
Eine bekannte Persönlichkeit über Dahlerau hinaus ist Fritz Hardt (1873–1959), der als Unternehmer der Tuchfabrik Wülfing auch „Der Vater von Dahlerau“ genannt wurde, weil er für die damaligen Verhältnisse ein hohes soziales Engagement besaß. Er wurde auch zum Ehrenbürger von Radevormwald ernannt.
Bernhard Goldenberg, der 1873 in Dahlerau geboren wurde, schrieb als Technischer Direktor des RWE Kohlekraftwerk-Geschichte, insbesondere mit dem später nach ihm benannten Kraftwerk Goldenberg.
Jordan Ballsieper, am 28. November 1835 in Dahlerau geboren, war seit 1858 Benediktiner, wurde 1878 zum Apostolischen Vikar von Ostbengalen (heute Bangladesch) ernannt und war von 1888 bis zu seinem Tode Generalabt der Sublazenser Kongregation des Benediktinerordens und Abtbischof der Abtei Subiaco. Er verstarb am 1. März 1890 in Subiaco.

## Wanderwege
Folgende Wanderwege führen durch den Ort:
- Die SGV-Hauptwanderstrecke X7 (Residenzenweg) von Arnsberg nach Düsseldorf-Gerresheim
- Der Bezirkswanderweg ◇6 (Wupperweg) des SGV-Bezirks Bergisches Land
- Die Straße der Arbeit des SGV-Bezirks Bergisches Land
- Der Wald-Wasser-Wolle-Wander-Weg